# I Miss You
«I Miss You» — пісня тринідадсько-німецького музиканта Хаддавея, випущена в листопаді 1993 року як третій сингл з його дебютного альбому The Album (1993). На відміну від двох його попередніх хіт-синглів, ця пісня є баладою, її написали Ді Ді Халліган, Джуніор Торелло та Клайд Ліберман, а спродюсували Халліган і Торелло. Вона став значним хітом у кількох країнах, зокрема у Великій Британії та Фінляндії, де вона увійшла до топ-10, досягнувши дев’ятого та четвертого місць відповідно. Сингл увійшов до Eurochart Hot 100 під номером 87 11 грудня 1993 року та досяг 10 місця 19 лютого 1994 року. Однак він не досяг такого ж успіху, як «What is Love» і «Life». До березня 1994 року світові продажі досягли 300 000 одиниць.

## Критика
Американський журнал Billboard оголосив «I Miss You» «одною з найпотужніших пропозицій» з альбому. У своєму щотижневому коментарі до британського чарту Джеймс Мастертон написав: «Новий сингл, як і слід було очікувати, є баладою, але насправді набагато кращий, ніж поточна колекція сезонних хітів. Він розійшовся занадто повільно, щоб стати масовим різдвяним хітом, але, тим не менш, хороший трек» Загальноєвропейський журнал Music &amp; Media зазначив: «Після двох гучних танцювальних поп хітів, це інша, ніжніша сторона найбільшої нової чоловічої зірки цього року. Для цієї балади він запозичив секвенсор із пісні «Crazy» Сіла».
Алан Джонс з Music Week прокоментував: «Неочікувано тонка платівка з повільним і змішаним ритмом, який приваблює приглушений, але компетентний вокал Хеддавея. Повторні відтворення виявляють його кращі якості». Ліза Деніелс з Smash Hits назвала її "повільною".

## Продуктивність
«I Miss You» стала відомим хітом у кількох країнах, потрапивши до топ-10 у Фінляндії (4), Литві та Сполученому Королівстві, а також у Eurochart Hot 100, де він досяг 10 місця. У Великій Британії сингл досяг дев'ятого місця 16 січня 1994 року, протягом п'ятого тижня в UK Singles Chart.  Крім того, він увійшов до топ-20 хітів в Австрії (11), Франції (16), Німеччині (18), Ірландії (13), Нідерландах (17) і Швейцарії (17). За межами Європи «I Miss You» досяг сьомого місця в Зімбабве та 44-го в Австралії.

## Airplay
4 грудня 1993 року «I Miss You» увійшов до європейського ефірного чарту Border Breakers під номером 11 завдяки перехресному транслюванню в Західній Центральній, Східній Центральній, Північній та Південній Європі. Він досяг другого місця 8 січня 1994 року.

## Музичне відео
Для просування синглу було створено музичне відео. Воно отримало широку ротацію на MTV Europe і потрапив у список A на німецькому VIVA. Пізніше відео було опубліковано на офіційному YouTube каналі Coconut Records у серпні 2012 року, і станом на грудень 2022 року воно зібрало понад 8,7 мільйонів переглядів.

## Чарти
| Chart (1994)                              | Peak position |
| ----------------------------------------- | ------------- |
| Австралія (ARIA)                          | 44            |
| Австрія (Ö3 Austria Top 75)               | 11            |
| Бельгія (Ultratop Flanders)               | 26            |
| Europe (Eurochart Hot 100)                | 10            |
| Finland (Suomen virallinen lista)         | 4             |
| Франція (SNEP)                            | 16            |
| Німеччина (Media Control AG)              | 18            |
| Iceland (Íslenski Listinn Topp 40)        | 25            |
| Ірландія (IRMA)                           | 13            |
| Lithuania (M-1)                           | 5             |
| Нідерланди (Dutch Top 40)                 | 21            |
| Нідерланди (Mega Single Top 100)          | 17            |
| Швеція (Sverigetopplistan)                | 36            |
| Швейцарія (Media Control AG)              | 17            |
| Велика Британія (Official Charts Company) | 9             |
| Zimbabwe (ZIMA)                           | 7             |

| Chart (1994)                     | Position |
| -------------------------------- | -------- |
| Europe (Eurochart Hot 100)       | 52       |
| Germany (Official German Charts) | 81       |
| Netherlands (Dutch Top 40)       | 168      |
| UK Singles (OCC)                 | 85       |

## Історія випуску
| Регіон                | Дата                   | Формат(и) | Етикетки | Ref.   |
| --------------------- | ---------------------- | --------- | -------- | ------ |
| Європа                | 28 листопада 1993 року |           | Coconut  | [ 27 ] |
| Об'єднане Королівство | 6 грудня 1993 року     |           | Logic    | [ 30 ] |